# Орден Королевской семьи Брунея
Наипочтеннейший орден Королевской семьи Брунея – орден Султаната Бруней.

## История
Орден был учреждён 1 марта 1954 года султаном Брунея Омаром Али Сайфуддином III как высшая награда государства, для вручения иностранным монархам и главам государств в соответствии с дипломатическим протоколом.
В 1982 году был учреждён Королевский семейный орден Короны Брунея, которому был придан статус высшей награды султаната, а орден Семьи занял вторую позицию в наградной иерархии.

## Степени
Орден имеет две степени:
- Кавалер ордена 1 класса (Darjah Kerabat Laila Utama) (постноминальные литеры — DK) – знак ордена на цепи, знак ордена на чрезплечной ленте и звезда на левой стороне груди.
- Кавалер ордена 2 класса (Darjah Kerabat Seri Utama) (постноминальные литеры — DKII) – знак ордена на чрезплечной ленте и звезда на левой стороне груди.

| Орденские планки         |                         |
| Кавалер ордена II класса | Кавалер ордена I класса |